# Shuttle Radar Topography Mission
Shuttle Radar Topography Mission fait référence à des fichiers matriciels et vectoriels topographiques fournis par deux agences américaines : la NASA et la NGA (ex-NIMA). Ces données altimétriques ont été recueillies au cours d'une mission de onze jours en février 2000 par la navette spatiale Endeavour (STS-99) à une altitude de 233 km en utilisant l'interférométrie radar.

## Présentation des données

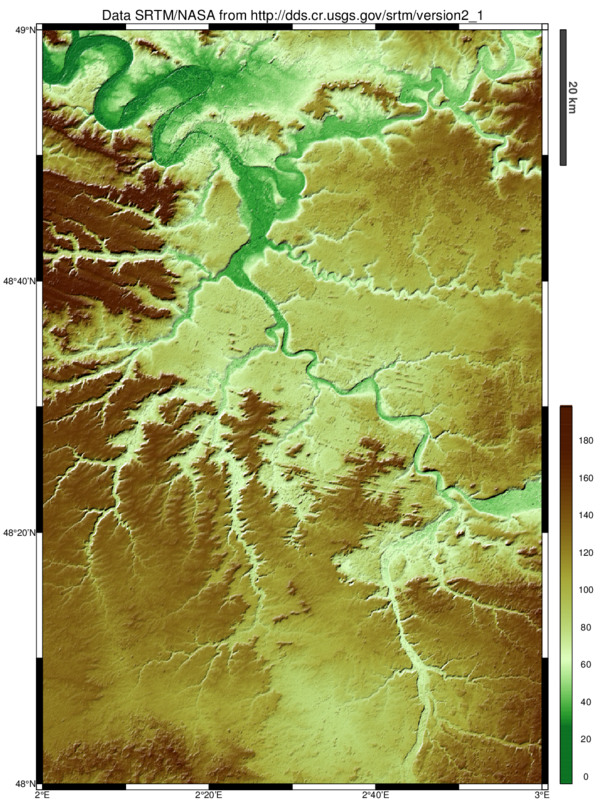
Exemple de carte topographique réalisée à partir d'une dalle 1°x1° SRTM3.

Cette campagne d'observation a permis d'établir des modèles numériques de terrain (MNT – en anglais : DTM = Digital Terrain Model, ou DEM = Digital Elevation Model) pour près de 80 % des terres émergées s'étendant de 56° de latitude Sud à 60° de latitude Nord. D'autres données sont également mises à la disposition du public : les données radar brutes et des données générées à partir des MNT.
Parmi les MNT on distingue trois types de fichiers :
- SRTM1 : résolution d'une seconde d'arc (31 m à l'équateur), couvre uniquement les États-Unis d'Amérique et ses dépendances ;
- SRTM3 : résolution de trois secondes d'arc (93 m à l'Équateur), couverture mondiale ;
- SRTM30 : résolution de 30 secondes d'arc (926 m à l'Équateur), couverture mondiale, sorte de mise à jour du format GTOPO30.

Leur mise à disposition du public en septembre 2003 est révolutionnaire à plusieurs points de vue (nous parlons ici surtout du format SRTM3) :
- le seul format de couverture mondiale précédemment disponible avait une résolution de 1 km (les GTOPO30) ;
- dans les pays qui disposaient déjà de données de cette résolution, elles étaient souvent payantes et inaccessibles au grand public, comme en France où le montant minimal d'une commande à l'IGN est de 400 euros (catalogue IGN 2003). Exception notable : les États-Unis où les DEM 1 degré et 7,5 minutes de l'USGS étaient déjà disponibles en résolution au moins équivalente ;
- dans beaucoup de régions du monde et notamment dans les zones tropicales, soit il n'y avait pas de données du tout, soit elles étaient disponibles uniquement sous forme de cartes papier, datant dans certains pays de l'ère coloniale.

Le 23 septembre 2014, la Maison-Blanche a annoncé que la pleine résolution des données (SRTM1) sera disponible sur l'ensemble du globe courant 2015. Lors de cette annonce effectuée à New York lors d'un colloque des Nations unies, les données du continent africain et des régions environnantes ont été mises à disposition. Dès novembre 2014, une nouvelle édition des données SRTM sera mise en ligne incluant l'Amérique du Sud et du Nord, la plupart de l'Europe et des îles du Pacifique Est.

## Qualité des données
(septembre 2015).
Un bémol tout de même, les données ont été volontairement altérées (résolution de 30 mètres à l'origine) avant d'être mises en libre accès. Initialement, le gouvernement des États-Unis avait même bloqué leur distribution, en évoquant les menaces terroristes pesant sur leurs intérêts dans le monde. Cela montre bien que les données cartographiques prennent une place capitale dans les activités de renseignement. L'information géographique devient une donnée stratégique d'importance pour maîtriser un théâtre d'opération, d'où ces régulations.

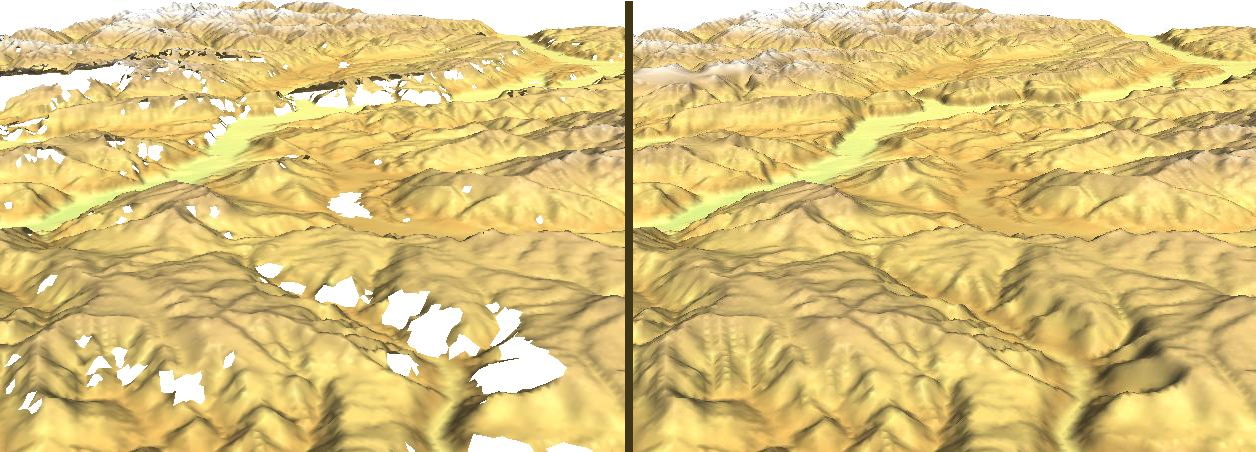
Exemple de zones vides corrigées par un logiciel d'édition SIG

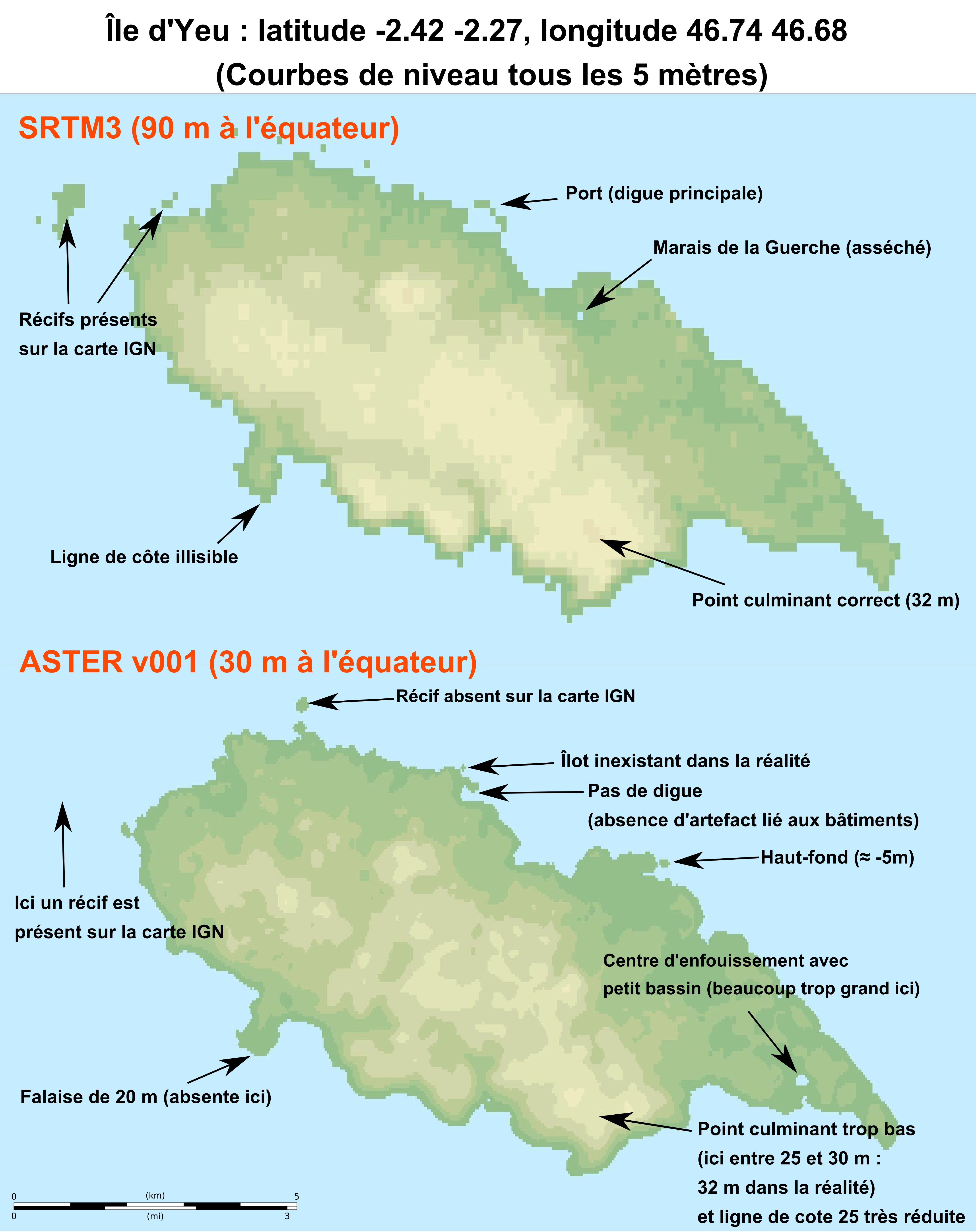
Comparaison des SRTM3 et des ASTER.

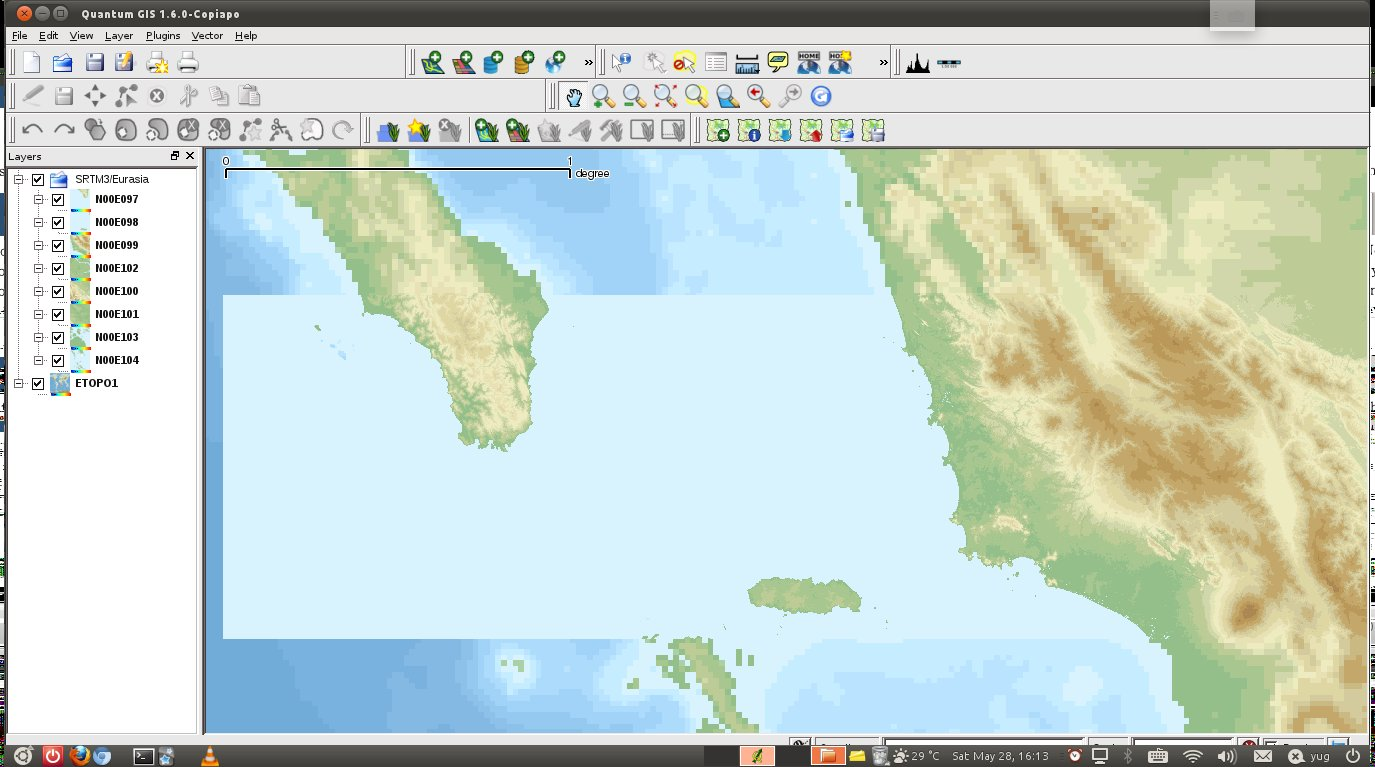
Différence de précision entre les données SRTM3 et ETOPO1.

Par ailleurs le format SRTM a un défaut majeur : il s'agit d'une version bêta récente, et l'éditeur (la NASA) n'a pas encore eu le temps de lui appliquer des traitements de correction des données ; les données livrées sont brutes. Or la correction des données est une étape fondamentale dans la création d'un MNT. En effet, l'exactitude des relevés topographiques est fortement dépendante des méthodes d'acquisition et des artefacts résultants. Dans le cas de l'interférométrie radar, les zones de rivage le long des côtes sont très mal interprétées en raison des vagues et la navette doit faire plusieurs passages au-dessus de la zone voulue pour minimiser ce défaut ainsi que pour éliminer les zones cachées au rayon du radar embarqué par le relief avoisinant. L'objectif fixé par la mission était de couvrir par au moins deux passes sous un angle différent l'ensemble des terres émergées comprises entre les latitudes 56° Sud et 60° Nord. 99,96 % de ces terres ont bénéficié d'au moins un passage et 94,59 % de deux, mais seuls 50 % environ de ces terres ont été survolées au moins une troisième fois.
Pour rendre les fichiers SRTM exploitables, il faut donc les retravailler afin de remplir les zones vides, supprimer les incohérences (altitudes trop hautes ou trop basses) et retrouver les lignes de rivages. Pour ces dernières, la National Geospatial-Intelligence Agency (NGA) a créé les fichiers SRTM Water Body Data (SWBD).
En août 2005 est mise en ligne la version 2 de SRTM qui corrige sur le territoire des États-Unis une grande partie des défauts de la version 1 (vides et aberrations de mesures).
Il faut aussi prendre en compte la précision de ± 20 m en planimétrie (X et Y) et ± 16 m en Z (pour les altitudes) pour le SRTM3.

## Les fichiers SWBD
Les SRTM Water Body Data sont des fichiers aux données vectorielles sous format shapefile d'ESRI. Les informations SWBD ont été établies à partir de deux mosaïques d'images géométriquement corrigées issues de la mission SRTM en corrélation avec des données Landcover du programme Landsat mises à disposition par la NIMA.
Suivant les spécificités du Digital Terrain Elevation Data Level 2 (DTED 2), les SWBD bénéficient d'une précision d'une seconde d'arc (environ 30 m de côté sur le terrain) et comportent les informations suivantes :
- tracé des côtes :

altitude des océans établie à 0 m suivant le modèle de géoïde World Geodetic System 84 / Earth Gravitational Model 1996 (WGS84/EGM 96) ;
- îles :

îles ayant une extension supérieure à 300 m. Les îles d'une surface inférieure à 14 400 m2 sont représentées si au moins 10 % de leur relief dépasse une hauteur de 15 m par rapport au niveau de l'eau les entourant ;
- lacs (le niveau de l'eau est identique sur toute leur étendue) :

lacs ayant une longueur supérieure ou égale à 600 m et une largeur supérieure ou égale à 183 m. Les bras sont représentés jusqu'à une largeur de 90 m ;
- cours d'eau (représentation par double tracé figurant leur largeur) :

cours d'eau ayant une largeur supérieure à 183 m sur une longueur d'au moins 600 m. Représentés jusqu'à ce que leur largeur soit inférieure ou égale à 90 m, si celle-ci ne dépasse pas à nouveau cette valeur dans le kilomètre suivant leur cours.
Pour chaque MNT correspond un SWBD, sauf pour les MNT ne possédant pas de côtes et dont la dimension des surfaces aquatiques n'atteint pas les prérequis DTED 2.

## Format des fichiers
Les MNT sont des images matricielles binaires d'entiers codés sur 16 bits. Ils peuvent avoir l'extension .hgt (SRTM1 et 3) ou .dem (SRTM30). Les SWBD sont constitués d'un ensemble de trois fichiers avec informations topographiques : fichier principal aux données vectorielles (extension .shp qui sera directement lu par le logiciel SIG) comportant des points, des lignes et des polygones ; fichier d'indexation (extension .shx) ; table dBASE (extension dbf).
Chaque MNT (SRTM1 et 3) et fichier SWBD couvre une zone d'un degré d'arc de côté utilisant les coordonnées géographiques suivant le système géodésique World Geodetic System 84 (WGS84). Pour les MNT, chaque ligne contenant un nombre égal de points (3601x3601 points pour les SRTM1, 1201x1201 pour les SRTM3), leur ouverture dans un logiciel SIG se présentera sous la forme d'une carte rectangulaire aux proportions déformées et ce sera ce logiciel qui se chargera par opération mathématique de lui appliquer une projection cartographique adaptée à l'utilisation que l'on veut en faire. Quant aux SRTM30, ils suivent le découpage des GTOPO30.

## Désignation des fichiers
Chaque MNT ou SWBD est référencé suivant les coordonnées du coin inférieur gauche de la zone d'un degré d'arc de côté couverte.
- MNT :
  - SRTM1 et 3 : vy(y)hx(x/xx) ;
  - SRTM30 : hxx(x)vy(y).
- SWBD : hx(x)xvy(y)c.

Légende :
h (pour horizontale[réf. souhaitée]) = longitude (E pour Est ou W pour West/Ouest en anglais),
x (de l'abscisse) = valeur numérique de h en degrés (minutes et secondes d'arc), d'un à trois chiffres ;
v (pour verticale[réf. souhaitée]) = latitude (N pour Nord ou S pour Sud),
y (de l'ordonnée) = valeur numérique de v en degrés (°, ′, ″), d'un ou deux chiffres ;
c (pour continent), substituable par l'une des lettres suivantes = zone continentale :
n (pour Nord) : Amérique du Nord,
s (pour Sud) : Amérique du Sud,
a : Australie,
e : Eurasie,
f : Afrique,
l : îles.